# 園正造
園 正造（その まさぞう、1886年1月1日 - 1969年11月24日）は、日本の数学者。代数学を専門とする。京都帝国大学名誉教授。西京大学（現京都府立大学および京都府立大学女子短期大学部）初代学長。

## 来歴
京都市生まれ。1910年に京都帝国大学理工科大学数学科卒業。1921年、京都帝国大学教授。
日本の数学界の黎明期を支えた数学者の一人である。エミー・ネーターらと同時期に、代数学の抽象化に大きな役割を果たした。分離可能性に関する研究は後に森嶋通夫によって経済学へ応用された。
豪快な人物であったらしく、祇園から人力車で大学へ出勤したという逸話を持つ。また、数学に留まらず哲学・宗教・思想にも強い興味を持ち、雑誌「改造」などに論文を発表している。京都大学硬式野球部の部長を務めた経験を持つ。
1945年、京大を退官。1961年に愛知県岡崎市百々町に移り住んだ。1966年4月、勲二等旭日重光章受章。1968年秋、文化功労者受章。
1969年11月24日、老衰のため岡崎市の自宅で死去。83歳没。

## 栄典
- 1934年（昭和9年）3月15日 - 正四位[4]

## 著書等
- 園正造（編）：「女子新代数」、至文堂（1923年）NDLJP:924526
- 園正造（編）：「中等教育新平面幾何」、至文堂（1924年）NDLJP:986412
- 園正造（編）：「女子新算術」、至文堂（1925年）NDLJP:912267
- 園正造（編）：「文部省検定済 中等教育 新立体幾何 SOLID GEOMETRY」（1925年8月28日）。
- 園正造（編）：「中等教育新三角法」（1926年）。NDLJP:917683
- 園正造：「高等代数学 上巻（群論）」、至文堂（1928年）（奥付から、昭和3年9月5日発行が初版らしく、昭和21年10月15日に第7刷。）
- 園正造：「新制 幾何三角法 4，5学年用」、至文堂（1933年3月25日）
- 園正造：「高等教育 数学概要」、裳華房（1940年）
- 園正造：「代数学―高等教育 」、至文堂（1948年）
- 園正造：「方程式論」、至文堂（1948年）
- 園正造：「釈迦涅槃の伝説年紀について」（1971年）